# Norman Squire
Norman Squire (ur. 1908, zm. 1991) – brytyjski brydżysta, autor i teoretyk brydża. Autor jednej z najbardziej popularnych współcześnie używanych konwencji brydżowych – czwarty kolor.  Napisał między innymi:
- The Theory of Bridge
- Guide to Bridge Conventions
- Bidding at Bridge
- Squeeze Play Simplified